# Pacific Philosophical Quarterly
The Pacific Philosophical Quarterly är en amerikansk vetenskaplig tidskrift, inriktad mot filosofi, med fyra nummer per år. Den grundades 1920 med namnet "The Personalist", och hade då en personalistisk filosofisk linje. 1980 bytte man till det nuvarande namnet, och har sedan dess haft en inriktning mot analytisk filosofi och logik. Den redigeras vid School of Philosophy på University of Southern California och utges för närvarande av förlaget Wiley-Blackwell.